# 大村直之
大村直之（1976年2月13日—）為日本的棒球選手，出生於兵庫縣西宮市。他曾效力於日本職棒近鐵野牛等，2010年退休，生涯通算78支全壘打。